# Chiraps
Chiraps là một chi bướm đêm thuộc phân họ Tortricinae của họ Tortricidae.

## Các loài
- Chiraps alloica (Diakonoff, 1948)
- Chiraps excurvata (Meyrick, năm Joannis, 1930)
- Chiraps paterata (Meyrick, 1914)
- Chiraps phaedra (Diakonoff, 1983)